# Componente marittima dell'armata belga
Componente marittima dell'armata belga (in francese Composante marine, in neerlandese Marinecomponent, in tedesco Marinekomponente) è l'attuale denominazione della marina militare del Belgio e parte integrante del suo sistema difensivo. Nel 2002 il governo decise di seguire l'esempio del Canada e impose una "struttura unica" alle forze armate fondendole nell'Armata. Come conseguenza, la Forza navale (Force navale - Zeemacht) belga cessò di esistere come forza autonoma, assumendo la denominazione di Componente marittima, modificando, con regia determinazione, la sola dizione in francese con quella attuale di Composante marine per renderla più simile a quella neerlandese di Marinecomponent.

## Descrizione
Nel 1991 disponeva delle seguenti unità:
- 4 Fregate E-71
- 7 dragamine d'altura Aggressive
- 6 dragamine costieri Adjuntant
- 14 dragamine litoranei Herstal
- 2 navi logistiche
- 6 unità da pattugliamento fluviale
- 3 elicotteri Sud-Aviation SA 316 Alouette III
- 10 cacciamine Tripartite (in acquisizione)

La Marina non era particolarmente sviluppata, specialmente a confronto con quella olandese. Nessun sottomarino era presente, mentre le navi maggiori erano solo 4 fregate E-71 classe Wielingen, dotate di un cannone da 100 mm francese, un lanciamissili Sea Sparrow, 4 Exocet e altre armi, ma troppo piccole per avere anche elicotteri, comunque non disponibili eccetto pochi Alouette.
Per il resto, oltre a queste piccole fregate (essenzialmente costiere) vi erano molti dragamine/cacciamine, per lo più obsoleti. In fase di acquisizione vi erano però 10, poi aumentati a 15 cacciamine classe Tripartite, moderne unità in vetroresina (per essere più smagnetizzate di quelle in acciaio) costruite con un programma francese, belga e olandese. Questo costoso programma confermava che la marina belga era primariamente destinata alla difesa costiera, soprattutto aiutando nella difesa antimine con una forza più consistente di quella di altre marine NATO. Le capacità di operare oltremare erano pressoché inesistenti, nonostante il recente passato di potenza coloniale del Belgio.
La spesa nel 2008 è stata di 3,4 miliardi di euro, pari all'1,3% del PIL nazionale. Nonostante le riduzioni considerevoli avvenute ultimamente, sono attualmente in corso ulteriori riduzioni per rendere lo strumento militare più rapido, soprattutto nel rispondere alle crisi umanitarie e alle missioni di peacekeeping, il che presuppone una struttura "leggera". Questa situazione sta portando all'ulteriore radiazione di vecchie unità, che nella maggior parte dei casi non vengono rimpiazzate.

## Flotta

### Navi da combattimento
| Fregate  | Fregate       | Fregate                                                                 | Fregate | Fregate      | Fregate                 | Fregate |
| Immagine | Classe        | Unità                                                                   | Tipo    | Dislocamento | EIS                     | Note    |
| -------- | ------------- | ----------------------------------------------------------------------- | ------- | ------------ | ----------------------- | ------- |
|          | Karel Doorman | Leopold 1 (F930) Louise-Marie (F931)                                    | FFG     | 2800t        | 2007 (1988) 2008 (1989) |         |
|          | Castore       | Castor (P901) Pollux (P902)                                             | PA      | 448t         | 2014 2015               |         |
|          | Tripartite    | Bellis (M916) Crocus (M917) Lobelia (M921) Narcis (M923) Primula (M924) | MCM     | 560t         | 1986 1988 1991          |         |

### Navi di sostegno
| Navi ausiliarie | Navi ausiliarie | Navi ausiliarie      | Navi ausiliarie    | Navi ausiliarie | Navi ausiliarie | Navi ausiliarie |
| Immagine        | Classe          | Unità                | Tipo               | Dislocamento    | EIS             | Note            |
| --------------- | --------------- | -------------------- | ------------------ | --------------- | --------------- | --------------- |
|                 |                 | Belgica              | Nave Oceanografica | 1200t           | 2020            |                 |
|                 |                 | Spin (A997)          | nave di servizio   |                 |                 |                 |
| Rimorchiatori   |                 |                      |                    |                 |                 |                 |
| Immagine        | Classe          | Unità                | Tipo               | Dislocamento    | EIS             | Note            |
|                 |                 | Albatros (A996)      | Rimorchiatore      | 209t            | 1968            |                 |
|                 |                 | Wesp (A952)          | Rimorchiatore      | 180t            | 1959            |                 |
|                 |                 | Zeemeeuw (A954)      | Rimorchiatore      | 220t            | 1971            |                 |
|                 |                 | Mier (A955)          | Rimorchiatore      | 193t            | 1962            |                 |
| Navi scuola     |                 |                      |                    |                 |                 |                 |
| Immagine        | Classe          | Unità                | Tipo               | Dislocamento    | EIS             | Note            |
|                 |                 | Zenobe Gramme (A958) | Nave scuola        | 136t            | 1961            |                 |
| altre navi      |                 |                      |                    |                 |                 |                 |
| Immagine        | Classe          | Unità                | Tipo               | Dislocamento    | EIS             | Note            |
|                 |                 | Quatuor (A983)       | Yacht Reale        |                 |                 |                 |
|                 |                 | Alpa (A984)          | Yacht Reale        |                 |                 |                 |
|                 |                 | ZSpich (A995)        | gommone            |                 |                 |                 |
|                 |                 | Werl (A998)          | gommone            |                 |                 |                 |